# Henry Ramer
Henry Ramer est un acteur canadien de cinéma et de télévision et une voix en radio, mort le 9 août 2009 à Toronto, Ontario, Canada.

## Filmographie
- 1951 : The Butler's Night Off
- 1957 : Eye Witness No. 98 : Narrator (voix)
- 1960 : La Côte de sable (série TV) : Ken
- 1961 : Robert Baldwin: A Matter of Principle : Francis Hincks
- 1961 : William Lyon Mackenzie: A Friend to His Country : Francis Hincks
- 1967 : Faux bond (téléfilm de la série Le monde parallèle)
- 1969 : Change of Mind : Chief Enfield
- 1972 : Another Smith for Paradise : Harold F.W. `Smitty' Smith
- 1974 : L'Apprentissage de Duddy Kravitz (The Apprenticeship of Duddy Kravitz) : Dingleman
- 1974 : Why Rock the Boat? : Club president
- 1975 : Noah's Animals (TV) : Noah
- 1975 : My Pleasure Is My Business : His Excellency
- 1975 : It Seemed Like a Good Idea at the Time (en) : Prince
- 1977 : Spinnolio : Narrator (voix)
- 1977 : Language and Canadian Citizenship (voix)
- 1977 : J.A. Martin photographe : Scott
- 1977 : The King of Beasts (TV) : Noah (voix)
- 1977 : Bienvenue à la cité sanglante (Welcome to Blood City) : Chumley
- 1977 : L'Invasion des soucoupes volantes (Starship Invasions) : Malcolm
- 1978 : Les Femmes de 30 ans : Narrator (voix)
- 1980 : Clown White (TV)
- 1980 : Cordélia : Detective McCasill
- 1980 : The Dream Never Dies : Narrator (voix)
- 1981 : B.C.: A Special Christmas (TV) : Thor
- 1983 : Hot Money : Tatterly
- 1983 : The Old Lady's Camping Trip : Character voice (voix)
- 1983 : Between Friends (en) (TV) : Sam Tucker
- 1984 : Reno and the Doc (TV) : Doc
- 1984 : Hockey Night (TV)
- 1984 : Covergirl : Klaus Kringelein
- 1985 : Reckless Disregard (TV) : Jack Coburn
- 1986 : Doing Life (TV) : Edelbaum
- 1986 : Screwball Academy (TV) : Dadapopoplous
- 1988 : The King Chronicle, Part 3: Mackenzie King and the Zombie Army
- 1988 : Family Reunion : Sam
- 1989 : Passion and Paradise (TV) : Lt. Charles Haffenden
- 1991 : Diplomatic Immunity : Smith Reynolds (voix)
- 1991 : The Big Slice : Max Bernstein
- 1992 : Terror on Track 9 (TV) : Finkel
- 1994 : Traquée (Stalked) : Narrator
- 1994 : Fatalité (And Then There Was One) (TV) : Roxy's dad
- 1994 : Sodbusters (TV) : Governor
- 1995 : Planète hurlante (Screamers) : Screamers Crawl Narration (voix)
- 1996 : We the Jury (TV)